# Херца
Херца (на румънски: Ţinutul Herţa; на украински: Край Герца) е граничен район, съответстващ на южната част от територията на Гарцаевски район на Черновицка област в днешна Украйна, който е обект на териториален спор по време на Втората световна война между Румъния и СССР. Населението на района през 2001 г. възлиза на около 32 хил., от които 93% са етнически румънци.

## История
Територията на Херца е окупирана от Съветския съюз през 1940 г., след пакта Молотов-Рибентроп, като е придадена към Украинската съветска социалистическа република (виж съветска окупация на Бесарабия и Северна Буковина). Той е възвърнат от Румъния след началото на Операция „Барбароса“ и през 1941 – 1944 г. е в границите на Кралство Румъния.
През 1944 г. Червената армия отново превзема и анексира Херца, чийто статут е утвърден и по силата на Парижките мирни договори от 1947 г.